# Lora Lee Ecobelli
Lora Lee Ecobelli (geb. vor 1979) ist eine US-amerikanische Schauspielerin italienischer Herkunft.

## Leben
Ecobelli studierte Lehramt, wechselte dann aber zum Schauspiel. Dort schreibt sie eigenständig Stücke, steht aber auch selbst auf der Bühne. Sie ist Leiterin der The Blue Horse Repertory Theatre Company.
Erstmals im Fernsehen zu sehen war sie 1998 in der Serie Upright Citizens Brigade. Es folgten zwei kleine Rollen in Elmopalooza! und Judy Berlin. Erst 2007 folgte in dem Kurzfilm Jimmy's Café ein weiteres Engagement, 2009 hatte sie eine weitere Besetzung in einem Kurzfilm Motion Sick. Weitere Rollen hatte sie 2012 in Dating a Zombie und Speechless, 2013 in Deadly Devotion und Thank You, Cabbage und 2014 in The Lady of Larkspur Lotion und Far from the Heart.
Von 1979 bis 1998 war sie mit dem US-amerikanischen Jazzmusiker Dave Amram verheiratet. Aus dieser Ehe stammten die drei Kinder Adira, Alana und Adam Amram. 2005 heiratete sie den Schauspieler Leo Burmester, der 2007 an Leukämie verstarb. Diese Ehe blieb kinderlos. Ihr Bruder Tom Ecobelli ist ebenfalls Schauspieler.

## Filmografie (Auswahl)
- 1998: Upright Citizens Brigade
- 1998: Elmopalooza!
- 1999: Judy Berlin
- 2007: Jimmy’s Café
- 2009: Motion Sick
- 2012: Dating a Zombie
- 2012: Speechless
- 2013: Deadly Devotion
- 2013: Thank You, Cabbage
- 2014: The Lady of Larkspur Lotion
- 2014: Far from the Heart